# Rorarii
I rorarii erano dei soldati romani, che nella legione manipolare, erano situati dietro i triarii. Con la riforma di Gaio Mario questa classe fu eliminata. I rorarii ancora all'età di Plauto indicavano i soldati romani armati alla leggera, sostituiti nel II secolo dal ruolo dei velites (veles-itis, da velox).

## Storia
Attorno alla metà del IV secolo a.C., durante la guerra latina, fu utilizzata, all'interno della legione, la formazione manipolare (dal latino manipulus). La legione era a sua volta divisa in tre differenti schiere:
- la prima era costituita dagli Hastati ("il fiore dei giovani alle prime armi", come racconta Livio[2]) in formazione di quindici manipoli (di 60 fanti ciascuno[3]) oltre a 20 fanti armati alla leggera (dotati di lancia o giavellotti, non invece di scudo), chiamati leves.[4]
- la seconda era formata da armati di età più matura, chiamati Principes.[2]

Queste prime due schiere (formate da 30 manipoli) erano chiamate antepilani.
- la terza era formata da altri quindici "ordini", formati ciascuno da 3 manipoli (il primo di Triarii, il secondo di Rorarii e il terzo, di Accensi) di 60 armati ognuno.[5]

Per quanto riguarda l’origine del predetto nome rorarii, essa era già discussa ai tempi dell’antica Roma imperiale, ma la poetica interpretazione che tentava di darne il filologo romano Nonio Marcello (c. IV sec. d. C.), cioè da ros, roris (‘rugiada’), considerando quanto il glossario militare romano fosse invece dovuto a esigenze pratiche, non è pertanto da prendere in seria considerazione; d’altra parte il Nonio era ormai lontano parecchi secoli dai tempi in cui detti soldati si erano usati. Diremo che probabilmente rorarius era quanto restava di roburarius, trattandosi di un fante leggero armato difensivamente del solo robur (robur praefixo ferro. In Eneide, X, 479), cioè di un piccolo scudo fatto di duro legno di rovere e rivestito di ferro, e offensivamente di 5 leggeri dardi da lanciare a mano.